# Ташмайдан
„Ташмайдан“ или Ташмайдански парк (на сръбски: Ташмајдански парк или Tašmajdanski park) е парк в Белград. Намира се в историческата югозападна част на квартал Палилула на градска община Палилула.
Граничи на запад с „Калемегдан“, а на юг с градска община Врачар. На североизток се простира квартал Палилула. Паркът е част от културно-архитектурния комплекс на Стари Белград.

## Етимология
Името Ташмайдан е турско и означава каменоломна (каменна кариера), т.е. място, където се добиват камъни. На турски таш е камък, а майдан – рудник, мина, кариера.

## История
Още римляните за античния Сингидунум са добивали камъни за крепостта от близката кариера. През османското владичество всички сгради, зидове, стени в Белград се изграждат от камъните обработвани тук. Някои историци са на мнение, че тук са изгорени публично мощите на Свети Сава от Синан паша (по произход албанец родом от Призренско).
По време на първото въстание в Белградския пашалък тук се намира лагера на въстаниците под предводителството на Карагеорги Петрович. Тук на 30 ноември 1830 година е публично прогласен султанският хатишериф даващ автономия на Белградския пашалък под името Княжество Сърбия, който предоставя наследствени права върху княжеската титла на династията Обреновичи.
След успеха на третото въстание в Белградския пашалък под предводителството на Милош Обренович започва изграждането на съвременния Белград около Белградската крепост. В Ташмайдан е преместено гробището на града (за всички религии) и през 1835 година е изградена старата църква „Свети Марко“, където през 20 век са пренесени тленните останки на цар Стефан Душан от църквата на манастира „Свети Архангели“ до Призрен. Постепенно Белград се разраства и новото гробище на града се оказва в неговите граници. Окончателно гробището е изнесено оттук през 1927 година, като на мястото е създаден парк и изградена новата църква на Свети Марко.

## Забележителности
Освен 2 църкви (на Свети Марко и по-малка руска православна) в парка се намират останките на стар римски акведукт за захранване с вода на Сингидунум, както и древни катакомби, използвани от първите християни на античния град, както и за бомбеубежища през Първата и Втората световна война.
Подземните лабиринти под парка са ползвани през Втората световна война за щаб от командващия белградския гарнизон Александър Лер, както и за склад за боеприпаси на Вермахта.
В парка се намира паметник, отбелязващ участието на 600 български легионери (сред които и Васил Левски), водени от Георги Раковски, в битка с турския гарнизон на Белградската крепост през юни 1862 година, предизвикана от убийството на сръбско дете от турски войници при чешмата Чукур чесме.

## Подземен проект
Подводно-изследователската компания „Върджин“ съобщава през юни 2006 година, че започва строителството на аквариум в подземните пещери под Ташмайдан. Проектът „Панонско море“ включва изграждане в срок от 9 години на 50 подземни аквариуми с около 1000 кубически метра вода. Предвижда се в аквариумите да се заселят над 900 морски животни в естествената среда, предоставяна от пещерите.
- Паркът с църквата „Свети Марко“

|  | Тази страница частично или изцяло представлява превод на страницата Tašmajdan Park в Уикипедия на английски. Оригиналният текст, както и този превод, са защитени от Лиценза „Криейтив Комънс – Признание – Споделяне на споделеното“, а за съдържание, създадено преди юни 2009 година – от Лиценза за свободна документация на ГНУ. Прегледайте историята на редакциите на оригиналната страница, както и на преводната страница, за да видите списъка на съавторите. ВАЖНО: Този шаблон се отнася единствено до авторските права върху съдържанието на статията. Добавянето му не отменя изискването да се посочват конкретни източници на твърденията, които да бъдат благонадеждни. |